# Clematis takedana
Clematis takedana är en ranunkelväxtart som beskrevs av Tomitaro Makino. Clematis takedana ingår i släktet klematisar, och familjen ranunkelväxter. Inga underarter finns listade i Catalogue of Life.